# Come vennero aperti gli occhi di Patrick
Come vennero aperti gli occhi di Patrick (How Patrick's Eyes Were Opened) è un cortometraggio muto del 1912 prodotto dalla Edison Company e distribuito dalla General Film Company. Uscì nelle sale il 20 aprile 1920. La regia non è firmata.

## Produzione
Il film fu prodotto dalla Edison Manufacturing Company.

## Distribuzione
Distribuito dalla General Film Company, il film - un cortometraggio di 180 metri - uscì nelle sale cinematografiche degli Stati Uniti il 20 aprile 1912. Nelle proiezioni, veniva programmato con il sistema dello split reel, accorpato in un'unica bobina con un altro cortometraggio prodotto dalla Edison, Dream Dances.